# Glyptonotus antarcticus
Glyptonotus antarcticus är en kräftdjursart som beskrevs av Eights 1852. Glyptonotus antarcticus ingår i släktet Glyptonotus och familjen Chaetiliidae. Utöver nominatformen finns också underarten G. a. obtusus.

## Bildgalleri

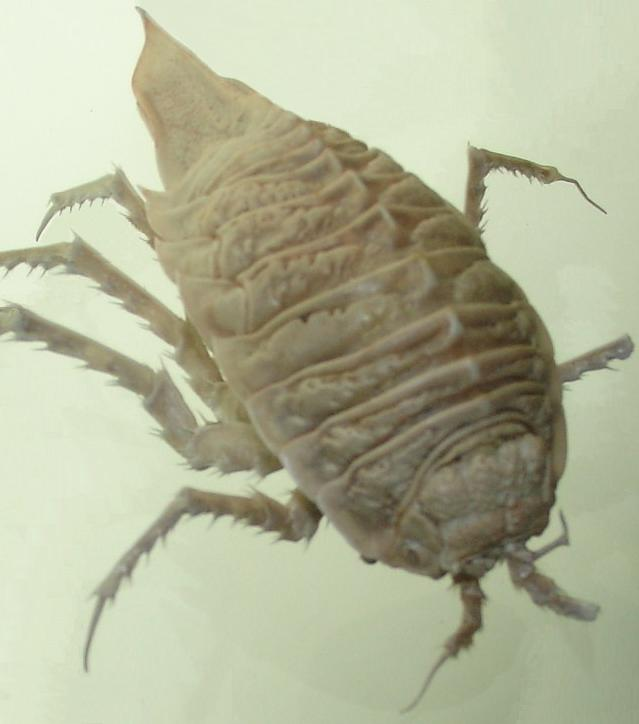